# 米耶 (圣卢西亚)
米耶（Millet）是加勒比海岛国圣卢西亚昂斯拉雷区的一座村庄，位于该岛中部靠近森林保护区范围内，海拔高度209米，2010年人口1,001人。该地有一所教堂。